# Piscina Tupahue
La piscina Tupahue (del mapudungún: tupawe ‘lugar de tupas’) se encuentra ubicada dentro del Parque Metropolitano de Santiago, Chile. Mide 82 metros de largo y 25 metros de ancho, y fue declarada como Monumento Nacional de Chile, en la categoría de Zona Típica, mediante el decreto 536, del 1 de septiembre de 2005.

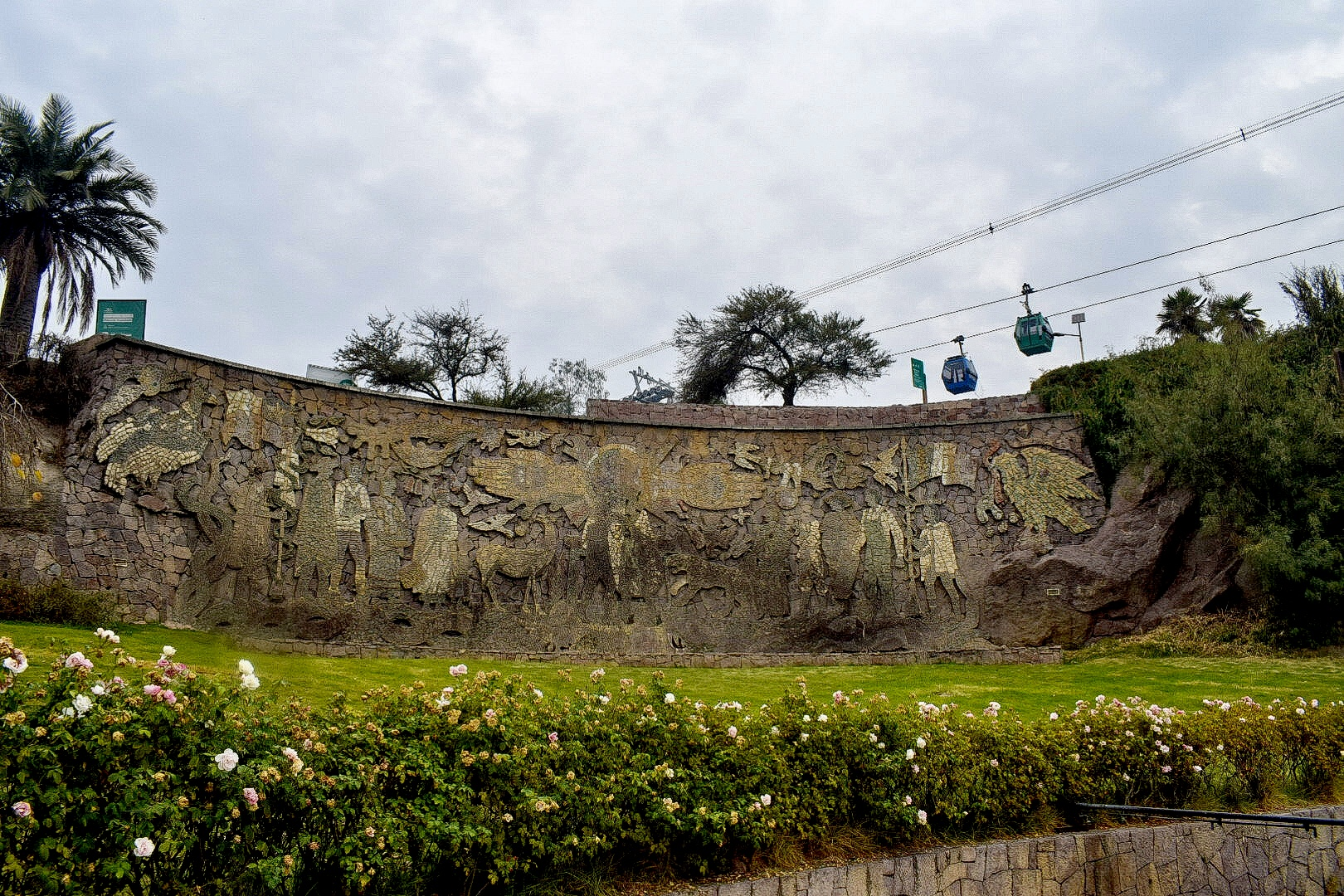
Mural ubicado junto a la piscina

Obra del arquitecto Carlos Martner, se emplaza, al igual que la piscina Antilén, en una antigua cantera en desuso y se caracteriza por la utilización de piedra extraída de las mismas canteras. Fue inaugurada por el ministro de Vivienda y Urbanismo, Juan Hamilton, el 28 de diciembre de 1966, y posee una capacidad para 1800 personas.
Junto a la piscina se encuentra un mural de piedra de la pintora chilena María Martner y el mexicano Juan O'Gorman, que representa una alegoría a la hermandad entre Chile y México, siendo este último país el que financió su instalación, realizada por canteros chilenos.